# West Indies Cricket Team in Australien in der Saison 1992/93
Die Tour des West Indies Cricket Teams nach Australien in der Saison 1992/93 fand vom 27. November bis zum 1. Februar 1993 statt. Die internationale Cricket-Tour war Bestandteil der Internationalen Cricket-Saison 1992/93 und umfasste fünf Tests. Die West Indies gewannen die Serie 2–1.

## Vorgeschichte
Für beide Mannschaften war es die erste Tour der Saison.
Das letzte Aufeinandertreffen der beiden Mannschaften fand in der Saison 1991/92 in Australien statt.

## Stadien
Die folgenden Stadien wurden für die Tour als Austragungsort vorgesehen.
| Stadion                  | Stadt     | Kapazität | Spiele  |
| ------------------------ | --------- | --------- | ------- |
| Adelaide Oval            | Adelaide  | 53.583    | 4. Test |
| The Gabba                | Brisbane  | 42.000    | 1. Test |
| Melbourne Cricket Ground | Melbourne | 100.024   | 2. Test |
| WACA Ground              | Perth     | 20.000    | 5. Test |
| Sydney Cricket Ground    | Sydney    | 48.000    | 3. Test |

## Kaderlisten
Die folgenden Kader wurden von den Mannschaften benannt.
| Test | Test |
| Australien | West Indies |
| --- | --- |
| - Jo Angel - David Boon - Allan Border - Ian Healy - Merv Hughes - Justin Langer - Damien Martyn - Greg Matthews - Tim May - Craig McDermott - Bruce Reid - Mark Taylor - Shane Warne - Mark Waugh - Steve Waugh - Mike Whitney | - Jimmy Adams - Curtly Ambrose - Keith Arthurton - Kenny Benjamin - Ian Bishop - Anderson Cummins - Desmond Haynes - Carl Hooper - Brian Lara - Junior Murray - Patrick Patterson - Richie Richardson - Phil Simmons - Courtney Walsh - David Williams |

## Tour Matches
| 1. Juni Scorecard | Perth (LH) | ACB Chairman’s XI 209-9 (50)       | – | West Indians 210-3 (44.2) |
|                   |            | West Indians gewinnt mit 7 Wickets |   |                           |

## Tests

### Erster Test in Brisbane
| 27. November – 1. Dezember Scorecard | Brisbane | Australien 293 (112.1) & 308 (120.2) | – | West Indies 371 (124.3) & 133-8 (65) |
|                                      |          | Remis                                |   |                                      |

### Zweiter Test in Melbourne
| 26. – 30. Dezember Scorecard | Melbourne | Australien 395 (153) & 196 (91.4) | – | West Indies 233 (85.1) & 219 (71.2) |
|                              |           | Australien gewinnt mit 139 Runs   |   |                                     |

### Dritter Test in Sydney
| 2. – 6. Januar Scorecard | Sydney | Australien 503-9d (171.4) & 117-0 (47) | – | West Indies 606 (184.4) |
|                          |        | Remis                                  |   |                         |

### Vierter Test in Adelaide
| 23. – 26. Januar Scorecard | Adelaide | West Indies 252 (67.3) & 146 (41.5) | – | Australien 213 (75.2) & 184 (79) |
|                            |          | West Indies gewinnt mit 1 Run       |   |                                  |

### Fünfter Test in Perth
| 30. Januar – 1. Februar Scorecard | Perth | Australien 119 (47.2) & 178 (57) | – | West Indies 322 (90.4) |
|                                   |       | West Indies gewinnt mit 25 Runs  |   |                        |